# Alceu (futebolista)
Alceu Rodrigues Simoni Filho, ou simplesmente Alceu (Diadema, 7 de maio de 1984), é um futebolista brasileiro que atua como meio-campista. Atualmente, está no Marília.

## Carreira
Alceu jogava anteriormente pelo Palmeiras e pelo Náutico no Campeonato Brasileiro Série A e em 2010 atuava pelo Kashiwa Reysol. Voltou ao Brasil para vestir as camisas de Grêmio Barueri, Marília e Remo.

## Títulos
Palmeiras
- Campeonato Brasileiro de Futebol - Série B: 2003

### Outras Conquistas
Palmeiras
- Troféu 90 Anos do Esporte Clube Taubaté: 2004[carece de fontes?]
- Taça 125 Anos do Corpo de Bombeiro: 2005[carece de fontes?]

Marília
- Acesso para a Série A-1 do Paulista: 2014[2]

## Estatísticas
| Clube             | Temporada         | Campeonato nacional | Campeonato nacional | Copa nacional[a] | Copa nacional[a] | Competições continentais[b] | Competições continentais[b] | Outros torneios[c] | Outros torneios[c] | Total | Total |
| Clube             | Temporada         | Jogos               | Gols                | Jogos            | Gols             | Jogos                       | Gols                        | Jogos              | Gols               | Jogos | Gols  |
| ----------------- | ----------------- | ------------------- | ------------------- | ---------------- | ---------------- | --------------------------- | --------------------------- | ------------------ | ------------------ | ----- | ----- |
| Palmeiras B       | 2002              | —                   | —                   | —                | —                | —                           | —                           | 0                  | 0                  | 0     | 0     |
| Palmeiras B       | Total             | —                   | —                   | —                | —                | —                           | —                           | 0                  | 0                  | 0     | 0     |
| Palmeiras         | 2002              | 1                   | 0                   | 0                | 0                | 0                           | 0                           | 0                  | 0                  | 1     | 0     |
| Palmeiras         | 2003              | 0                   | 0                   | 0                | 0                | —                           | —                           | 0                  | 0                  | 0     | 0     |
| Palmeiras         | 2004              | 24                  | 0                   | 0                | 0                | 0                           | 0                           | 0                  | 0                  | 24    | 0     |
| Palmeiras         | 2005              | 19                  | 0                   | 0                | 0                | 0                           | 0                           | 0                  | 0                  | 19    | 0     |
| Palmeiras         | 2006              | 24                  | 1                   | 0                | 0                | 0                           | 0                           | 0                  | 0                  | 24    | 1     |
| Palmeiras         | Total             | 68                  | 1                   | 0                | 0                | 0                           | 0                           | 0                  | 0                  | 68    | 1     |
| Total na carreira | Total na carreira | 68                  | 1                   | 0                | 0                | 0                           | 0                           | 0                  | 0                  | 68    | 1     |

- a. ^ Jogos da Copa do Brasil
- b. ^ Jogos da Copa Sul-Americana
- c. ^ Jogos do Campeonato Paulista